# Симфонія № 2 (Брамс)
Симфо́нія № 2 ор. 73 Й. Брамса, ре мажор, написана 1877 року. Складається з 4-х частин:
- I. Allegro non troppo (ре мажор)
- II. Adagio non troppo in сі-бемоль мажор
- III. Allegretto grazioso (quasi andantino) соль мажор
- IV. Allegro con spirito (ре мажор)

Написана для подвійного складу симфонічного оркестру. Тривалість — близько 40 хв.